# Marion Crawford
Marion Crawford (Gatehead, 5 giugno 1909 – Aberdeen, 11 febbraio 1988) è stata un'educatrice britannica, bambinaia delle principesse Elisabetta di York (in seguito Elisabetta II) e Margaret di York, le quali si rivolgevano a lei con l'affettuoso appellativo di Crawfie.
Con grande disappunto della Casa reale inglese, nel 1950 Crawford pubblicò The Little Princesses, un libro sull'infanzia delle principesse Elisabetta e Margaret. Il volume descrive la passione di Elisabetta per i cavalli e per i cani, la sua compostezza e il suo comportamento responsabile, tuttavia la violazione delle norme non scritte che tutte le persone che lavorano per la famiglia reale devono rispettare, ossia massima segretezza riguardo a quello che succede a palazzo, la portarono ad essere sollevata dall'incarico e nessun membro della famiglia parlò più di lei.
| Controllo di autorità | VIAF (EN) 22595165 · ISNI (EN) 0000 0000 6301 7011 · LCCN (EN) n00067035 · GND (DE) 1161967311 · BNE (ES) XX1086121 (data) · J9U (EN, HE) 987007282723005171 · NDL (EN, JA) 00520922 |